# Mosale, Hassan
Mosale là một làng thuộc tehsil Hassan, huyện Hassan, bang Karnataka, Ấn Độ.